# Bellubrunnus
Bellubrunnus rothgaengeri
Genre
Espèce
Bellubrunnus (« La belle de Brunn ») est un genre fossile de ptérosaures, découvert dans le Jurassique supérieur (Kimméridgien) du sud de l'Allemagne. 
Il contient une seule espèce, Bellubrunnus rothgaengeri, décrite en 2012 par Hone (d), Tischlinger, Frey et Röper.
Bellubrunnus se distingue des autres Rhamphorhynchidae par l'absence de longs processus osseux sur ses vertèbres de sa queue, son nombre moins élevé de dents et les extrémités de ses ailes qui se courbent vers l'avant plutôt que vers l'arrière comme chez les autres ptérosaures.

## Étymologie
Bellubrunnus a d'abord été décrit et nommé par Hone (d), Tischlinger, Frey et Röper en 2012 et la seule espèce est Bellubrunnus rothgaengeri. Le nom du genre Bellubrunnus est dérivé du latin bellus signifiant « beau » et brunnus en référence à Brunn, sa localité type. La combinaison signifie donc « la belle de Brunn ». Le nom spécifique honore Monika Rothgaenger.

## Découverte

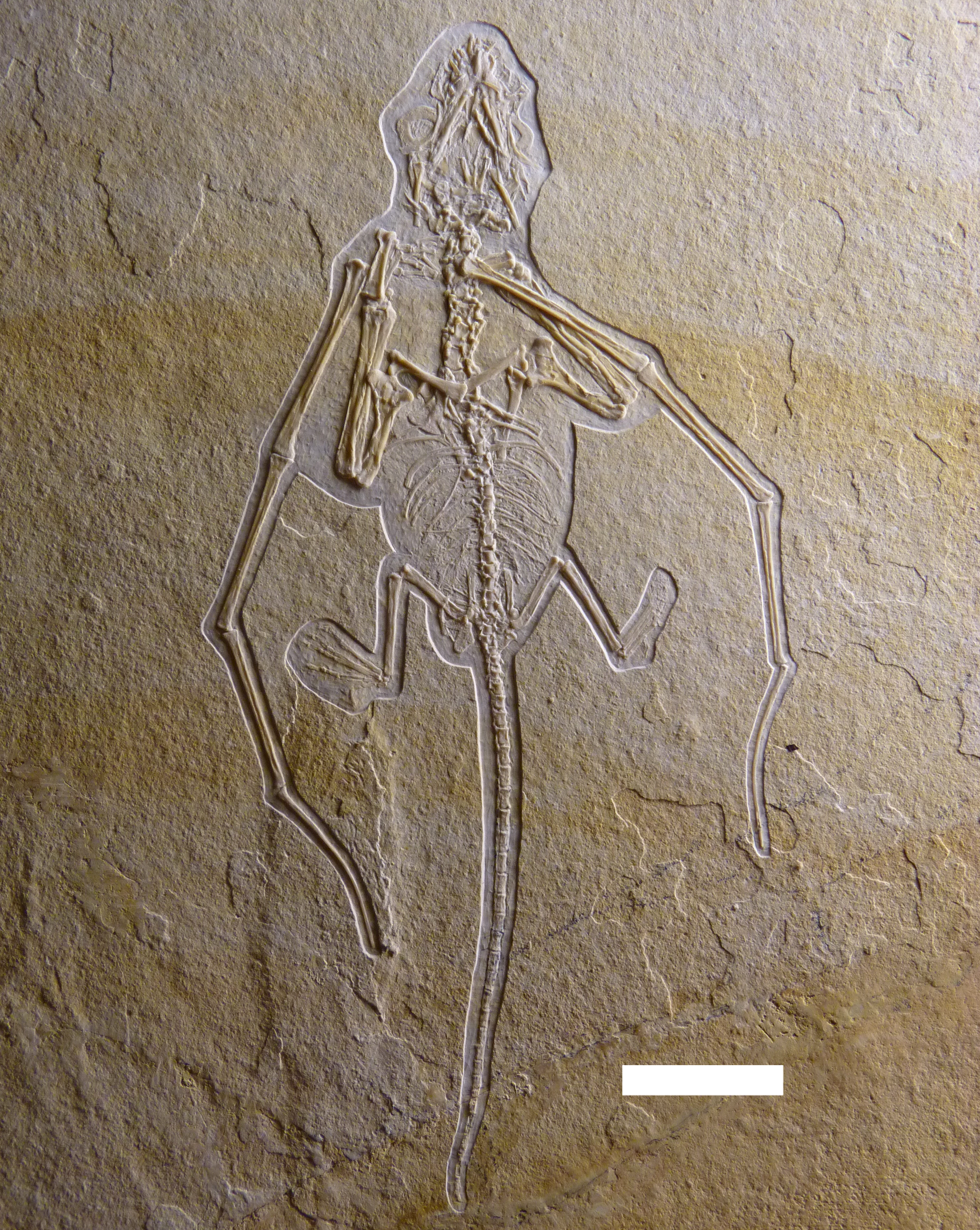
Spécimen holotype BSP-1993-XVIII-2 de Bellubrunnus.

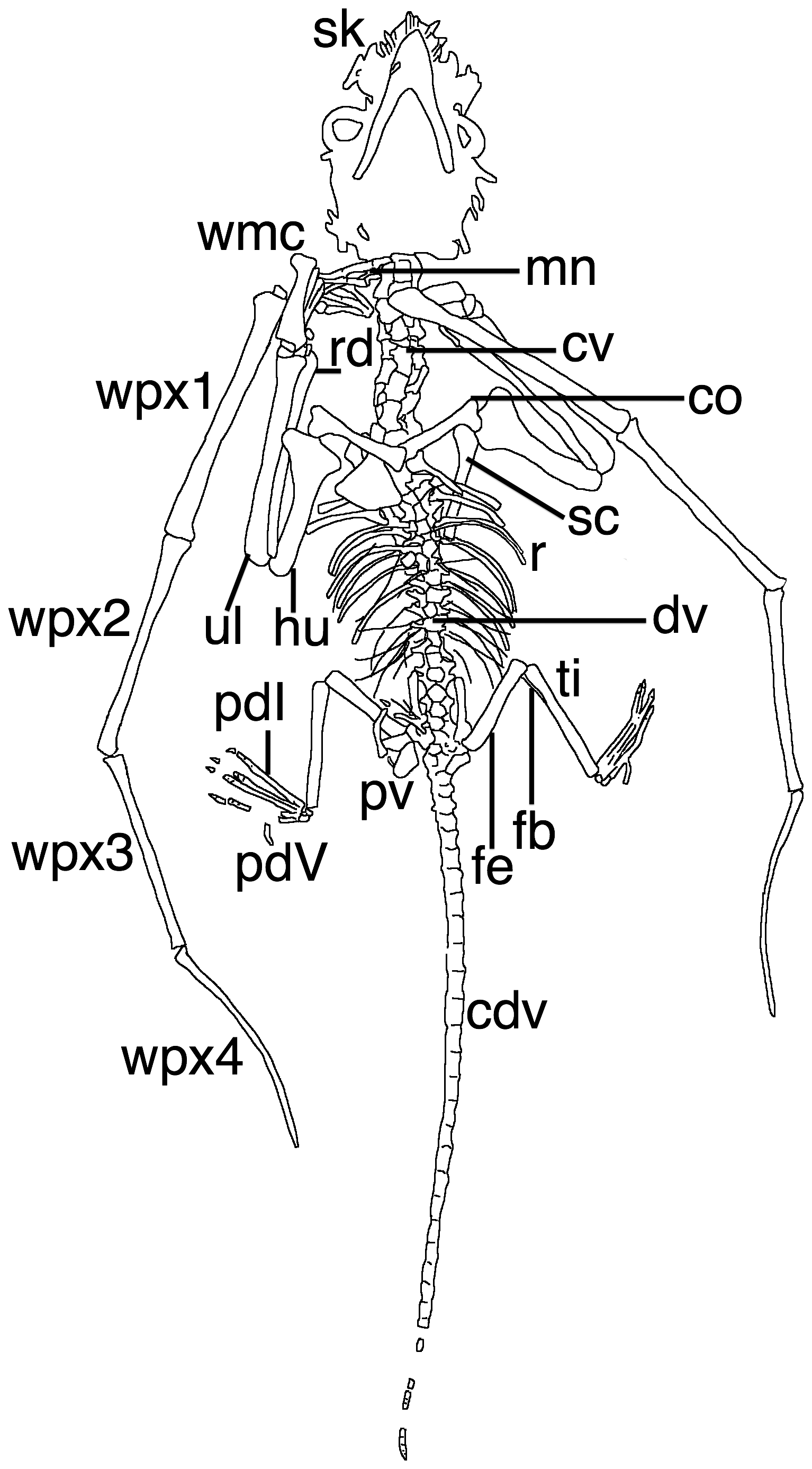
Schéma du spécimen holotype.

Bellubrunnus est connu par un seul fossile complet. Il a été découvert à l'été 2002 par une équipe de fouille menée par Monika Rothgaenger. En 2003, Martin Kapitzke l'a d'abord identifié comme étant un spécimen de Rhamphorhynchus, mais David W.E. Hone proposa en 2012 d'en faire un nouveau genre de ptérosaures. Il provient de la carrière de calcaires fins de Kohlsatt, près du village de Brunn en Bavière, qui date du Jurassique supérieur. Le fossile est aujourd'hui exposé dans le Bürgermeister-Müller-Museum en Allemagne.

## Description
Le spécimen holotype de Bellubrunnus représente un petit individu, avec une envergure d'environ 30 centimètres. C'est l'un des plus petits ptérosaures découvert. L'ensemble du squelette est complet, sauf pour quelques parties des pieds et de la queue qui sont manquantes. L'une des plus grandes particularités de Bellubrunnus est son nombre de dents (22 au maximum) qui est considéré par ses inventeurs comme une autapomorphie, ou un trait dérivé unique, de Bellubrunnus. Ce nombre est bien moins élevé que chez les autres Rhamphorhynchoidea.